# Melasina tetraspila
Melasina tetraspila är en fjärilsart som beskrevs av Edward Meyrick 1905. Melasina tetraspila ingår i släktet Melasina och familjen säckspinnare. Inga underarter finns listade i Catalogue of Life.